# Dichapetalaceae
Dichapetalaceae es una familia de plantas con flores que consiste en 3 géneros y unas 200 especies. Los miembros de esta familia son árboles, arbustos o lianas que se encuentran en las regiones tropicales y subtropicales del mundo. 

## Descripción
Son árboles, arbustos, bejucos, trepadoras o sufrútices; plantas hermafroditas, a veces polígamas o dioicas. Hojas alternas, simples, enteras, pinnatinervias; estípulas generalmente caducas. Inflorescencias cimoso-corimbosas o subcapitadas, o las flores fasciculadas, axilares o frecuentemente adnadas al pecíolo, flores pequeñas, actinomorfas a ligeramente zigomorfas, pedicelos frecuentemente articulados; sépalos 5, imbricados, libres o connados en la base; pétalos 5, ya sea libres, imbricados y casi iguales o connados en un tubo, con los lobos marcadamente desiguales (en Tapura), en ambos casos los lobos generalmente bífidos en el ápice y frecuentemente bicuculados o inflexos, frecuentemente unguiculados en la base; estambres 5, todos fértiles o solo 3, libres o adnados al tubo de la corola, filamentos presentes o raramente las anteras sésiles, anteras biloculares y con dehiscencia longitudinal; disco formado por 5 glándulas iguales o desiguales, hipóginas y alternas con los estambres o bien el disco formado por glándulas connadas; ovario súpero, libre, 2 o 3-locular, óvulos anátropos, péndulos, apareados en la parte superior de cada lóculo, estilos 2 o 3, libres o más frecuentemente connados casi hasta su ápice, frecuentemente recurvados, estigma capitado o simple. Fruto una drupa seca o raramente carnosa, con el epicarpo casi siempre pubescente, el mesocarpo delgado y el endocarpo duro, 1, 2 (3)-locular, los lóculos generalmente desarrollando 1 sola semilla; semillas péndulas, sin endosperma, embrión grande, erecto.

## Géneros
- Dichapetalum
- Stephanopodium
- Tapura